# Kauri

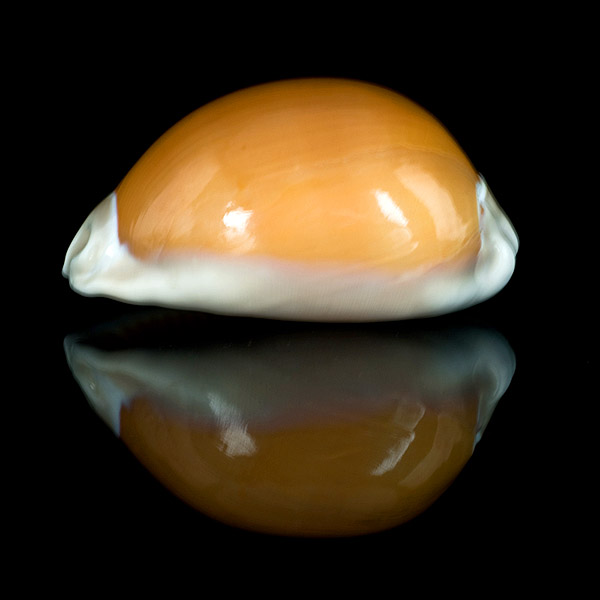
Cypraea aurantium

Kauri (angl. cowrie) je domorodé označení pro drobné ozdobné ulity, které se užívaly jako platidlo, zejména v Africe, v Indii, v Číně a v Indonésii. Byly tak oblíbené, že je kovové mince někdy napodobovaly.
Kauri jsou ulity různých měkkýšů, zejména plžů z čeledi Cypraeidae, druhů Cypraea moneta a Cypraea aurantium. Vyskytují se v mělkých pobřežních vodách ostrovů Indického i Tichého oceánu, kde se od pradávna lovily. Na vhodném místě se do moře dal svazek palmových listů, na němž se plži usazovali; po čase se svazek vyzvedl a plži setřásli. Hlavním producentem kauri byly Maledivy.

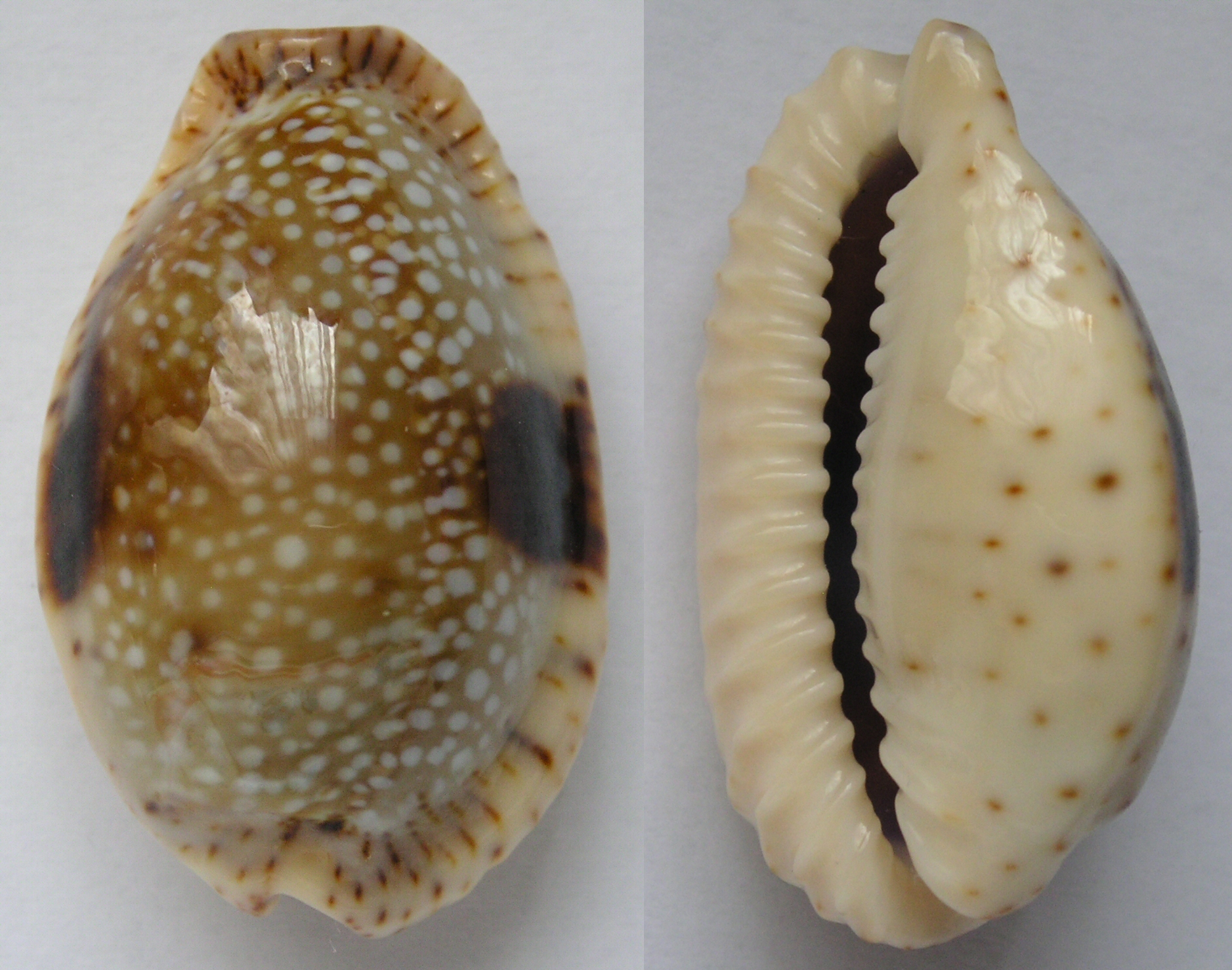
Ulity Cypraea nebrites

Pro svůj krásný vzhled se kauri užívaly od starověku jako šperky a amulety, často navlečené na šňůrce, jako herní kostky a kultovní předměty, které hrály roli například v kultu vúdú, při věštění a podobně. Někteří v nich viděli podobnost s lidským okem, jiným spodní strana připomínala vaginu. Severoameričtí indiání užívali podobné drobné ulity a mušle, navlečené na šňůrce, jako ozdobu, jako dar i jako platidlo (wampum).

## Odkazy

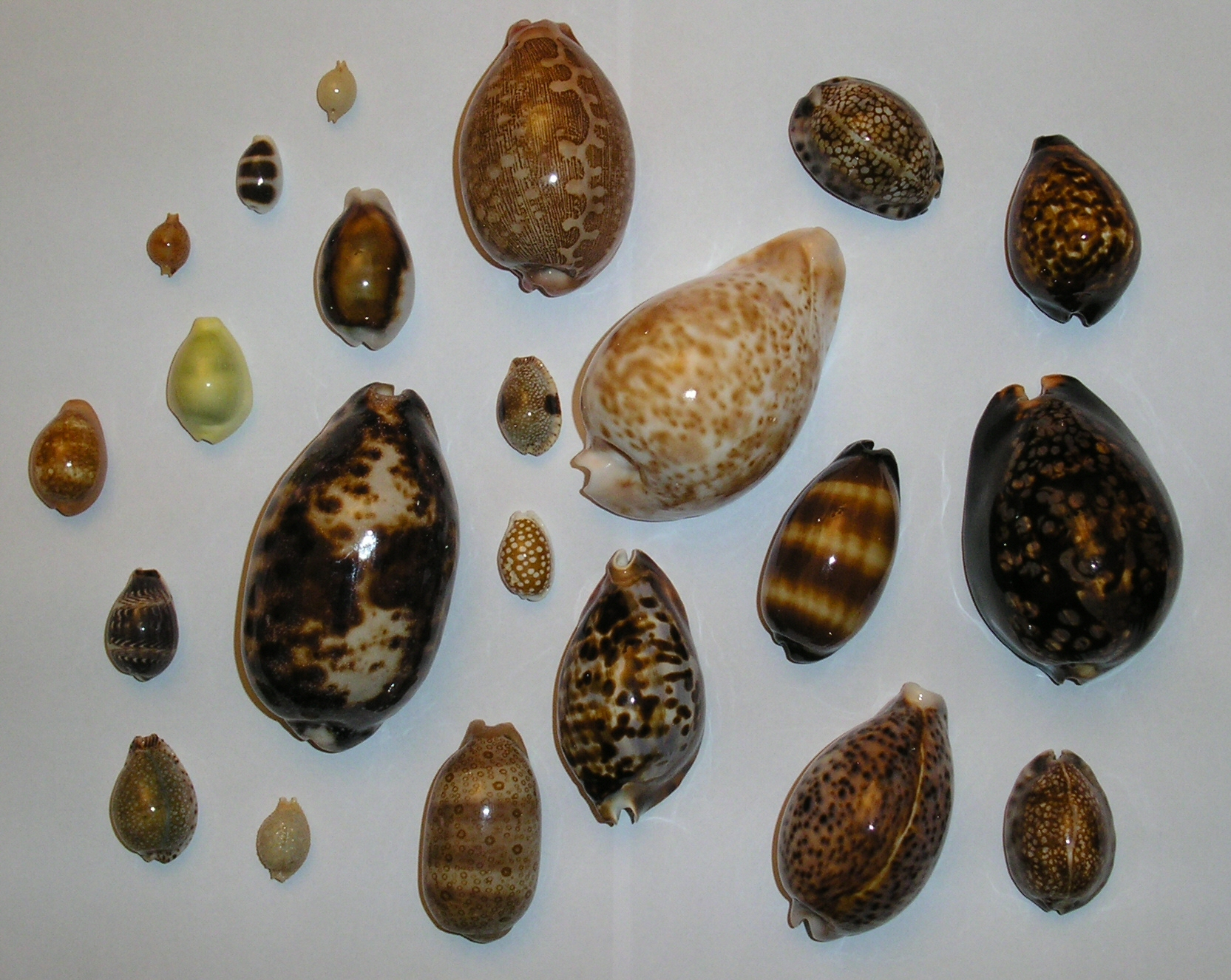
Různé ulity kauri